# Freyastera mortenseni
Freyastera mortenseni is een zesarmige zeester uit de familie Freyellidae.
De wetenschappelijke naam van de soort werd, als Freyella mortenseni, in 1956 gepubliceerd door Fritz Jensenius Madsen. De soort is vernoemd naar de Deense zoöloog en stekelhuidigenkenner Theodor Mortensen, die in april 1952 overleed.
De soort werd in 2006 door Donald George McKnight in het geslacht Freyastera geplaatst.

## Specimens
De beschrijving is gebaseerd op specimens die met het Deense onderzoeksschip Galathea zijn verzameld op twee locaties in de Kermadectrog, ten noordoosten van het Noordereiland van Nieuw-Zeeland: 32°9'Z, 176°35'W, van 6140 tot 6160 meter, 17 februari 1952, en 32°10'Z, 175°54'W, van 5850 meter, 18 februari 1952. De laatste is de typelocatie. Er werd verzameld met een boomkor zoals gebruikt door Deense haringvissers, met meer dan 10 kilometer lijn.

## Kenmerken
Het holotype was het enige specimen waarvan de centrale schijf was verzameld. Die mat in doorsnee 11 mm. Van alle op de twee locaties verzamelde armen, was de langste 180 mm (de top ervan ontbrak).